# Riodades
Riodades ist eine Gemeinde (Freguesia) im portugiesischen Kreis São João da Pesqueira. In ihr leben 405 Einwohner (Stand 19. April 2021).
Der Dólmen von Areita liegt neben der Gemeindestraße, die Paredes da Beira mit Riodades verbindet. 